# Destiny Smith-Barnett
Destiny Smith-Barnett (Oakland, 26 luglio 1996) è una velocista statunitense naturalizzata liberiana.

## Record nazionali
Seniores
- 60 metri piani indoor: 7"14 ( Boston, 2 febbraio 2025)
- Staffetta 4x100 m: 42"93 ( Douala, 23 giugno 2024) (Destiny Smith-Barnett, Maia McCoy, Symone Darius, Ebony Morrison)

## Progressione

### 60 metri piani
| Stagione | Misura  | Luogo       | Data      | Rank. Mond. |
| -------- | ------- | ----------- | --------- | ----------- |
| 2025     | 7"14(i) | Boston      | 2-2-2025  |             |
| 2024     | 7"16(i) | Boston      | 4-2-2024  |             |
| 2023     | 7"11(i) | Albuquerque | 18-2-2023 |             |
| 2022     | 7"11(i) | Spokane     | 27-2-2022 |             |
| 2020     | 7"14(i) | Flagstaff   | 1-2-2020  |             |
| 2019     | 7"15(i) | Albuquerque | 22-2-2019 |             |
| 2018     | 7"39(i) | Albuquerque | 23-2-2018 |             |
| 2017     | 7"20(i) | Albuquerque | 24-2-2017 |             |
| 2015     | 7"37(i) | Albuquerque | 28-2-2015 |             |
| 2014     | 7"51(i) | Nampa       | 25-1-2014 |             |

### 100 metri piani
| Stagione | Misura | Luogo               | Data      | Rank. Mond. |
| -------- | ------ | ------------------- | --------- | ----------- |
| 2025     | 11"11  | Chula Vista         | 29-6-2025 |             |
| 2024     | 10"99  | Sherman Oaks        | 7-6-2024  |             |
| 2023     | 11"09  | Irvine              | 29-4-2023 |             |
| 2022     | 11"06  | San Juan Capistrano | 7-5-2022  |             |
| 2021     | 11"25  | Chula Vista         | 2-5-2021  |             |
| 2019     | 11"28  | Irvine              | 27-4-2019 |             |
| 2018     | 11"29  | Azusa               | 20-4-2018 |             |
| 2017     | 11"21  | Azusa               | 14-4-2017 |             |
| 2016     | 11"54  | Irvine              | 30-4-2016 |             |
| 2015     | 11"67  | Los Angeles         | 4-4-2015  |             |
| 2014     | 11"40  | Clovis              | 7-6-2014  |             |
| 2013     | 11"77  | Mountain View       | 16-3-2013 |             |
| 2012     | 12"08  | Clovis              | 2-6-2012  |             |
| 2011     | 12"47  | Clovis              | 3-6-2011  |             |

### 200 metri piani
| Stagione | Misura   | Luogo       | Data      | Rank. Mond. |
| -------- | -------- | ----------- | --------- | ----------- |
| 2025     | 23"39    | Walnut      | 19-4-2025 |             |
| 2024     | 23"33    | Douala      | 25-6-2024 |             |
| 2023     | 23"42    | Irvine      | 29-4-2023 |             |
| 2022     | 23"11    | Irvine      | 30-4-2022 |             |
| 2019     | 23"79(i) | Albuquerque | 23-2-2019 |             |
| 2018     | 24"01    | Fresno      | 12-5-2018 |             |
| 2017     | 22"91    | Logan       | 12-5-2017 |             |
| 2015     | 23"77    | Las Vegas   | 21-3-2015 |             |
| 2014     | 23"75    | Clovis      | 7-6-2014  |             |
| 2012     | 24"91    | Clovis      | 2-6-2012  |             |

## Palmarès
| Anno                         | Manifestazione      | Sede      | Evento      | Risultato      | Prestazione | Note        |
| ---------------------------- | ------------------- | --------- | ----------- | -------------- | ----------- | ----------- |
| In rappresentanza di Liberia |                     |           |             |                |             |             |
| 2024                         | Giochi panafricani  | Accra     | 4x100 m     | Argento        | 44"02       |             |
| 2024                         | World Relays        | Nassau    | 4x100 m     | Qual. olimpica | 44"31       |             |
| 2024                         | Campionati africani | Douala    | 100 m piani | 4ª             | 11"34       | [ 1 ]       |
| 2024                         | Campionati africani | Douala    | 200 m piani | Semifinale     | dns         |             |
| 2024                         | Campionati africani | Douala    | 4x100 m     | Bronzo         | 44"38       | [ 2 ] [ 3 ] |
| 2024                         | Olimpiadi           | Parigi    | 100 m piani | Batteria       | 11"99       |             |
| 2025                         | Mondiali indoor     | Nanchino  | 60 m piani  | Semifinale     | 7"29        | [ 4 ]       |
| 2025                         | World Relays        | Guangzhou | 4x100 m     | Batteria       | dnf         |             |

## Campionati nazionali
2020
- 5ª ai campionati statunitensi indoor (Albuquerque), 60 metri piani - 7"21

2022
- 4ª ai campionati statunitensi indoor (Spokane), 60 metri piani - 7"11
- 26ª in batteria ai campionati statunitensi (Eugene), 100 metri piani - 11"22

2023
- Bronzo ai campionati statunitensi indoor (Albuquerque), 60 metri piani - 7"11 =
- 21ª in batteria ai campionati statunitensi (Eugene), 100 metri piani - 11"23

## Altre competizioni internazionali
2022
- Argento al Müller Birmingham Diamond League ( Birmingham), 100 metri piani - 11"35